# سرودخوان چشم‌سفید
سرودخوان چشم‌سفید(نام علمی: Vireo griseus) نام یک گونه از سرده سرودخوان است.